# Экстракт

Экстрактор Сокслета, применяемый для получения экстрактов

Экстра́кт, или вы́тяжка (лат. Extractum), — концентрированное вещество, извлечённое из лекарственного растительного сырья или сырья животного происхождения, представляющее собой подвижные, вязкие жидкости или сухие массы. Экстрагентами могут быть вода, спирт, водно-спиртовые растворы, эфир, углекислота; экстракты, соответственно, разделяют на водные, спиртовые, эфирные, масляные, СО2-экстракты и др.
В медицине термин «экстракт» означает лекарственную форму, приготовленную с помощью экстрагирования. Различают жидкие экстракты (подвижные жидкости); густые экстракты (вязкие массы с содержанием влаги не более 30 %); сухие экстракты (сыпучие массы с содержанием влаги не более 5 %).
Процесс приготовления экстракта называют экстракцией (экстрагированием).

## В промышленности и в народной медицине
Для приготовления подобной формы необходимо заводское оборудование, в домашних условиях экстракты приготовить практически невозможно.
В народной медицине под термином «экстракты» понимают упаренные водные или водно-спиртовые вытяжки из высушенного сырья. Иногда сырье используют свежее. Поэтому заменять заводские экстракты на домашние нельзя.
Экстракты часто применяются в кондитерской промышленности, хлебопекарном деле, пивоварении (солодовые экстракты).